# What About Now (албум)
What About Now је 12. студијски албум америчке рок-групе Бон Џови. Продуцирао га је Џон Шанкс, а објављен је 8. марта 2013. у Аустралији и 12. марта исте године у САД. Група га је промовисала током цијеле турнеје Because We Can: The Tour (2013). Посљедњи је албум на којем се појављује гитарист Ричи Самбора (напустио је групу крајем 2013) и Хју Макдоналд као неслужбени члан групе (групи се придружио 2016).
У САД је у првој седмици продано 101.000 примјерака албума и попео се на 1. мјесто љествице Billboard 200. Ово им је трећи албум узастопно (након албума The Circle и Lost Highway) и пети током читаве каријере који се успио пласирати на 1. мјесто америчких музичких љествица. Према подацима из августа 2015, у САД је продано укупно 220.000, у Њемачкој 100.000, а широм свијета више од 1,5 милиона примјерака.

## Снимање и продукција
У интервјуу за часопис Classic Rock, гитарист Ричи Самбора изјавио је да су What About Now снимили прије завршетка снимања његовог соло-албума Aftermath of the Lowdown. Са Џоном је почео да пише текстове пјесама и убрзо су се нашли с остатком групе у студију. Додао је: „Албум је завршен и одлично звучи. Турнеју 2013. започињемо у фебруару и врло брзо ћемо бити на стадиону у вашој близини”.
Самбора је нови албум описао као „комбинацију различитих елемената”, с тим да је увјерио старе љубитеље да ће у новом албуму исто толико уживати као што су већ више од 30 година уживали у старом.
Продуцирани су видеозаписи за прва два сингла: „Because We Can” и „What About Now”. Видеозапис је такође направљен за соло-сингл Џона Бон Џовија под именом „Not Running Anymore” који се налази на албуму као додатна пјесма уз „Old Habits Die Hard”. Пјесма „Not Running Anymore” номинована је за Златни глобус 13. децембра 2013.

## Пријем
Албум је наишао на мјешовиту реакцију критичара. На веб-сајту Metacritic има резултат 50 до 100, заснован на 11 критика, што указује на „мјешовите или просјечне оцјене”. Керолајн Саливан из The Guardian-а сматра да је „група пружила оснажујућу отрцаност и соло-импровизације на гитари које ће љубитељима дати разлога за славу”, док Стивен Анвин из Daily Express-а мисли да је албум „нешто најуобичајеније за представнике америчког рокенрола, али ће бити вриједно дивљења за њихове бескритичне љубитеље”.
Фил Монгрендијен из Toronto Star-а критиковао је пјесму „Army of One” јер сматра да су се „толико ниско спустили да су сами себе почели пародирати неумјетнички обрађеним и устрајаним мотивима о том како ’никад не треба одустајати’ ”. Такође је упутио критику на звук гитаре у тој пјесми рекавши да „превише подсјећа на Крафтверкову пјесму ’Computer Love’ (а донекле и на Колдплејеву пјесму ’Talk’)”. Џејмс Манинг из Time Out-а сматра да група „неће придобити нове љубитеље својим 12. албумом [...] али је мала вјероватноћа да ће многе изгубити”.
Ким Кар и Џејмс Кабутер из британског часописа Daily Star дали су позитивне критике и изјавили да се „Бон Џови вратио својим рок-коријенима и да им је ово најбољи албум у посљедњих 20 година”.
Ијан Гитинс са сајта Virgin Media сматра да је „групу Бон Џови тешко озбиљно схватити због трајне склоности ка клишејима и сретним свршецима карактеристичних за холивудске блокбастере”. Међутим, додао је да „има [ту] и добрих пјесама. Пристојан је то софт-рок-албум, погодан за забаве. Такође је вјероватно дошло вријеме да Бон Џови спозна своје границе”. Стивен Ерлвајн с портала Allmusic написао је да „на албуму What About Now нема нешто велико да вас ’упеца’ — само химна ’Because We Can’ која ће вас навести да подигнете руке увис, док већина милозвучног звука произлази од блажих и тиших тренутака који се, на примјер, могу да чују у акустичној пјесми ’The Fighter’ и хришћанској балади ’Room at the End of the World’ ”.

## Списак пјесама
Све пјесме продуцирао је Џон Шанкс. Копродуценти: Џон Бон Џови и Ричи Самбора.
Аутор(и) свих текстова: Џон Бон Џови, Ричи Самбора и Били Фалкон. 
| №               | Назив                         | Текст                            | Трајање |  |
| 1.              | Because We Can                |                                  | 4:00    |  |
| 2.              | I'm with You                  |                                  | 3:44    |  |
| 3.              | What About Now                | Бон Џови, Шанкс                  | 3:45    |  |
| 4.              | Pictures of You               | Бон Џови, Самбора, Шанкс         | 3:58    |  |
| 5.              | Amen                          | Бон Џови, Фалкон                 | 4:13    |  |
| 6.              | That's What the Water Made Me | Бон Џови, Фалкон                 | 4:26    |  |
| 7.              | What's Left of Me             | Бон Џови, Самбора, Фалкон        | 4:35    |  |
| 8.              | Army of One                   | Бон Џови, Самбора, Дезмонд чајлд | 4:35    |  |
| 9.              | Thick as Thieves              | Бон Џови, Самбора, Шанкс         | 4:58    |  |
| 10.             | Beautiful World               | Бон Џови, Фалкон                 | 3:49    |  |
| 11.             | Room at the End of the World  | Бон Џови, Шанкс                  | 5:03    |  |
| 12.             | The Fighter                   | Бон Џови                         | 4:37    |  |
| Укупно трајање: | Укупно трајање:               | Укупно трајање:                  | 51:36   |  |

| №               | Назив                                                       | Текст            | Трајање |  |
| 13.             | With These Two Hands                                        | Бон Џови, Фалкон | 3:59    |  |
| 14.             | Into the Echo                                               | Бон Џови, Фалкон | 5:04    |  |
| 15.             | Not Running Anymore (соло-пјесма Џона Бон Џовија из филма ) | Бон Џови         | 4:43    |  |
| Укупно трајање: | Укупно трајање:                                             | Укупно трајање:  | 1:04:41 |  |

| №               | Назив                                                               | Трајање |  |
| 13.             | With These Two Hands                                                | 3:59    |  |
| 14.             | Into the Echo                                                       | 5:04    |  |
| 15.             | Not Running Anymore (соло-пјесма Џона Бон Џовија из филма )         | 4:43    |  |
| 16.             | Old Habits Die Hard (соло-пјесма Џона Бон Џовија из филма )         | 3:33    |  |
| 17.             | Every Road Leads Home to You (соло-пјесма Ричија Самборе с албума ) | 4:42    |  |
| Укупно трајање: | Укупно трајање:                                                     | 1:13:36 |  |

| №  | Назив                                    | Трајање |  |
| 1. | Because We Can (музички видеозапис)      |         |  |
| 2. | Because We Can – The Boxer: Act 1        |         |  |
| 3. | Because We Can – Astrid: Act 2           |         |  |
| 4. | Because We Can – The Beginning: Epilogue |         |  |
| 5. | Because We Can – Behind the Scenes       |         |  |
| 6. | It's My Life                             |         |  |
| 7. | Lost Highway                             |         |  |

| №               | Назив                                                               | Текст                  | Трајање |  |
| 13.             | With These Two Hands                                                | Бон Џови, Фалкон       | 3:59    |  |
| 14.             | Not Running Anymore (соло-пјесма Џона Бон Џовија из филма )         | Бон Џови               | 4:43    |  |
| 15.             | Old Habits Die Hard (соло-пјесма Џона Бон Џовија из филма )         | Бон Џови               | 3:33    |  |
| 16.             | Every Road Leads Home to You (соло-пјесма Ричија Самборе с албума ) | Ричи Самбора, Лук Ебин | 4:42    |  |
| Укупно трајање: | Укупно трајање:                                                     | Укупно трајање:        | 1:08:32 |  |

## Постава
Бон Џови
- Џон Бон Џови — вокали, гитара
- Ричи Самбора — гитара, пратећи вокали
- Хју Макдоналд — бас-гитара, пратећи вокали
- Тико Торес — бубњеви
- Дејвид Брајан — клавијатуре, пратећи вокали

Додатна постава
- Дејвид Кембел — аранжер и диригент

## Музичке љествице
| Љествица (2013)                        | Најбољи пласман |
| -------------------------------------- | --------------- |
| Америчка љествица                      | 1.              |
| Америчка љествица дигиталних албума () | 1.              |
| Америчка љествица рок-албума ()        | 1.              |
| Аргентинска љествица                   | 7.              |
| Аустралијска љествица                  | 1.              |
| Аустријска љествица                    | 1.              |
| Белгијска љествица (Фландрија)         | 8.              |
| Белгијска љествица (Валонија)          | 16.             |
| Британска љествица                     | 2.              |
| Данска љествица                        | 6.              |
| Финска љествица                        | 3.              |
| Француска љествица                     | 46.             |
| Грчка љествица                         | 10.             |
| Ирска љествица                         | 3.              |
| Јапанска љествица                      | 2.              |
| Јужноафричка љествица                  | 8.              |
| Канадска љествица                      | 1.              |
| Мађарска љествица                      | 4.              |
| Мексичка љествица                      | 16.             |
| Холандска љествица                     | 2.              |
| Њемачка љествица                       | 2.              |
| Норвешка љествица                      | 2.              |
| Новозеландска љествица                 | 9.              |
| Португалска љествица                   | 2.              |
| Шкотска љествица                       | 2.              |
| Шпанска љествица                       | 1.              |
| Шведска љествица                       | 1.              |
| Швајцарска љествица                    | 3.              |
| Италијанска љествица                   | 5.              |

| Љествица (2013)                 | Најбољи пласман |
| ------------------------------- | --------------- |
| Америчка љествица               | 138.            |
| Америчка љествица рок-албума () | 32.             |
| Аустријска љествица             | 22.             |
| Јапанска љествица               | 85.             |
| Мађарска љествица               | 96.             |
| Шпанска љествица                | 32.             |
| Швајцарска љествица             | 53.             |

## Историја објаве
| Држава               | Датум          | Дискографска кућа | Формат                   |
| -------------------- | -------------- | ----------------- | ------------------------ |
| Аустралија           | 8. март 2013.  |                   | , , дигитално преузимање |
| Бразил               | 8. март 2013.  |                   | , , дигитално преузимање |
| Њемачка              | 8. март 2013.  |                   | , , дигитално преузимање |
| Уједињено Краљевство | 8. март 2013.  |                   | , , дигитално преузимање |
| Република Ирска      | 8. март 2013.  |                   | , , дигитално преузимање |
| Француска            | 8. март 2013.  | ,                 | , , дигитално преузимање |
| САД                  | 12. март 2013. |                   | , , дигитално преузимање |
| Италија              | 12. март 2013. |                   | , , дигитално преузимање |
| Шпанија              | 12. март 2013. |                   | , , дигитално преузимање |
| Канада               | 12. март 2013. |                   | , , дигитално преузимање |
| Јапан                | 13. март 2013. |                   | , , дигитално преузимање |